# Thomas Ruff

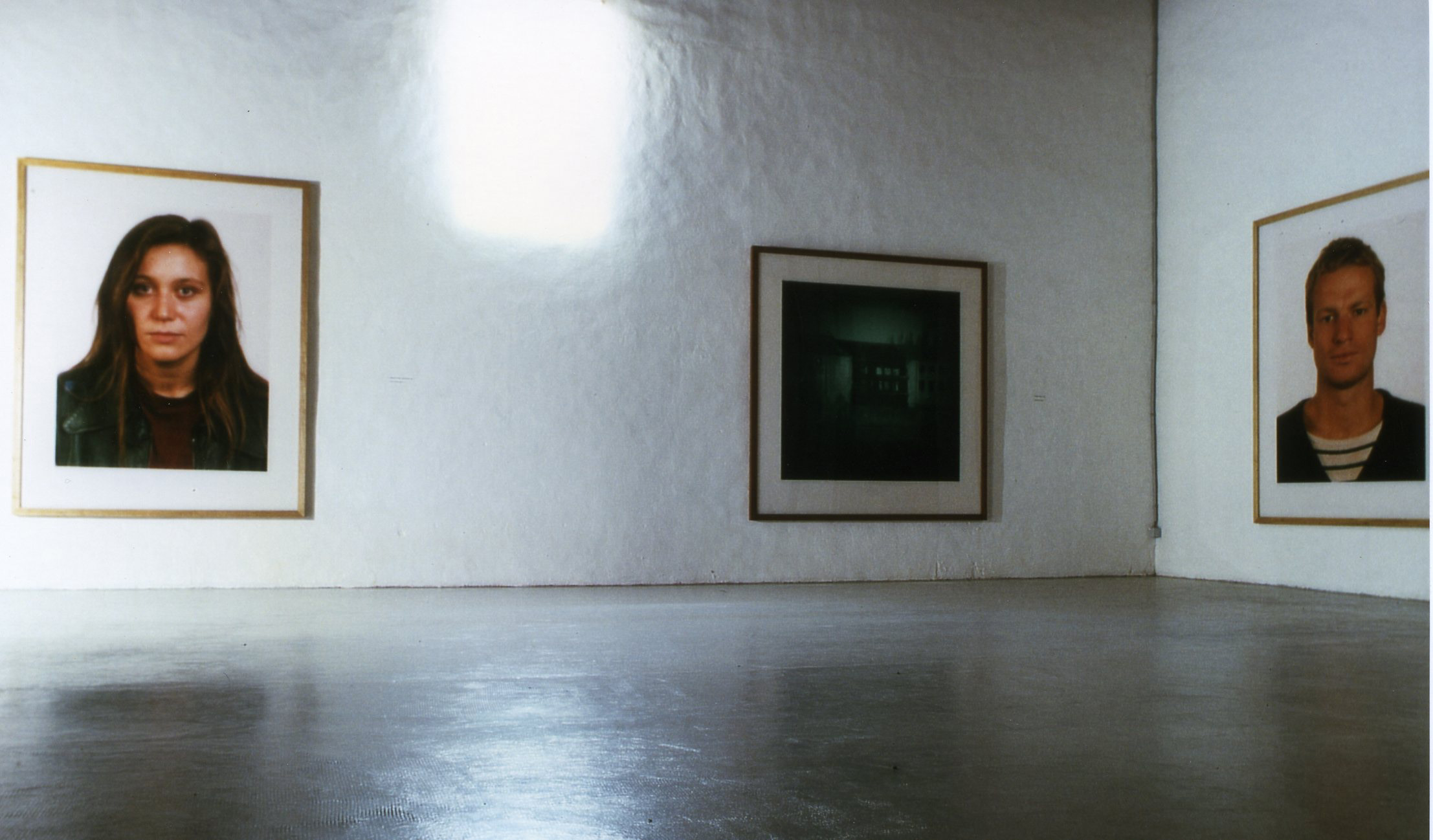
Výstava Thomase Ruffa, Lieu d'art contemporain, Francie, 1997

Thomas Ruff (* 10. února 1958, Zell am Harmersbach) je německý fotograf, který žije a pracuje v Düsseldorfu.
Vystudoval fotografii v letech 1977 - 1985 u Bernda a Hilly Becherových na Kunstakademie Düsseldorf (Düsseldorfské Akademii výtvarných umění). Jeho díla jsou ovlivněna mimo jiné také mistry jako Walker Evans, Eugène Atget, Karl Blossfeldt, Stephen Shore nebo William Eggleston. V roce 1999 působil jako profesor fotografie na Düsseldorfské Akademii umění.
Během studia začal praktikovat konceptuální umění ve fotografii.

## Výstavy (výběr)
- 1988 Schloss Hardenberg, Velbert, Německo
- 1988 Porticus Frankfurt, Německo
- 1992: Documenta IX, Kassel
- 1995 Venice Biennale, Itálie
- 2000 Museum Haus Lange, Frankfurt, Německo
- 2001 Chabot Museum, Rotterdam, Holandsko
- 2001 Kunsthalle Baden-Baden, Německo
- 2002 Folkwang Museum, Essen, Německo; Städtische Galerie Lenbachhaus, Mnichov, Německo
- 2002 Artium Centro Museo Vasco de Arte Contemporaneo, Vitoria (Gasteiz), Španělsko
- 2003 Casa de Serralves-Museu de Arte Contemporânea, Porto, Portugalsko
- 2003 Tate Liverpool, Velká Británie
- 2003 Kestner Gesellschaft, Hanover, Německo
- 2003 Busan Metropolitan Art Museum, Busan, Jižní Korea
- 2009 Museum für Neue Kunst, Freiburg, Německo

## Ocenění
- 1988 Förderpreis des Landes Nordrhein-Westfalen für junge Künstler
- 1990 Dorothea von Stetten-Kunstpreis, Kunstmuseum Bonn
- 2003 Hans-Thoma-Preis, Hans-Thoma-Museum, Bernau

## Knihy
- Kunstsammlung Nordrhein-Westfalen (vyd.): Einblicke. Das 20. Jahrhundert in der Kunstsammlung Nordrhein-Westfalen, Düsseldorf, Hatje Cantz Verlag, Ostfildern-Ruit 2000; ISBN 3-7757-0853-7